# グルメサイト
グルメサイトとは、主として飲食店などの情報を中心として扱うウェブサイトのことである。
「飲食店が掲載費を支払う純広告型のコンテンツから、味・コンセプト・サービスなど特筆に価する飲食店ばかりを取り上げるコンテンツ、インターネットユーザーが飲食店の情報を追加していく口コミ型のコンテンツ、ソリューションを導入した飲食店を集約して掲載するコンテンツなど、その形態は多様である。

## グルメサイトの一覧

### 日本のグルメサイト
- ぐるなび
- 食べログ
- ホットペッパー
- Retty
- Yelp
- テッパン

Yahoo! JAPAN、goo、livedoorなどのポータルサイトにも同様のものが存在している。

### 海外のグルメサイト
- Zomato - 2008年に開設され、インドをアメリカなど始め23の国で展開しているレストラン検索発見サービス。インドに本社があり、当初はFoodiebayという名であったが、2010年11月にZomatoに改名した。2017年5月18日、Zomatoに登録している1700万以上のアカウント、e-mail、パスワード情報がハッキングにより流出し、それらの情報が販売されていると、セキュリティブログが報告した。Zomatoは、内部(人間)セキュリティ侵害でハッキングされた事を報告し、支払い履歴やクレジットなどの情報は無かったと報告、流出した顧客のパスワード変更を求め、改善につとめると報告した[1]。

## 問題点・懸念点
- 接待・賄賂による評価操作 - 著名なレビュアーや業者へ、高評価の口コミを依頼[2][3]
- ステルスマーケティング、バイラル・マーケティング - 店の関係者による口コミ[4][3]
- 風評被害[5] - デマなどの流布
- 無断掲載
- 店内撮影 - 店が撮影を許可していない場合は、施設管理権の侵害
- ランキングの信頼性 - グルメサイト側の評価システムの信頼性の保障[6]

### ガイドブック
- ミシュランガイド/ザガット・サーベイ/ゴー・ミヨ